# Hanns Meilhamer

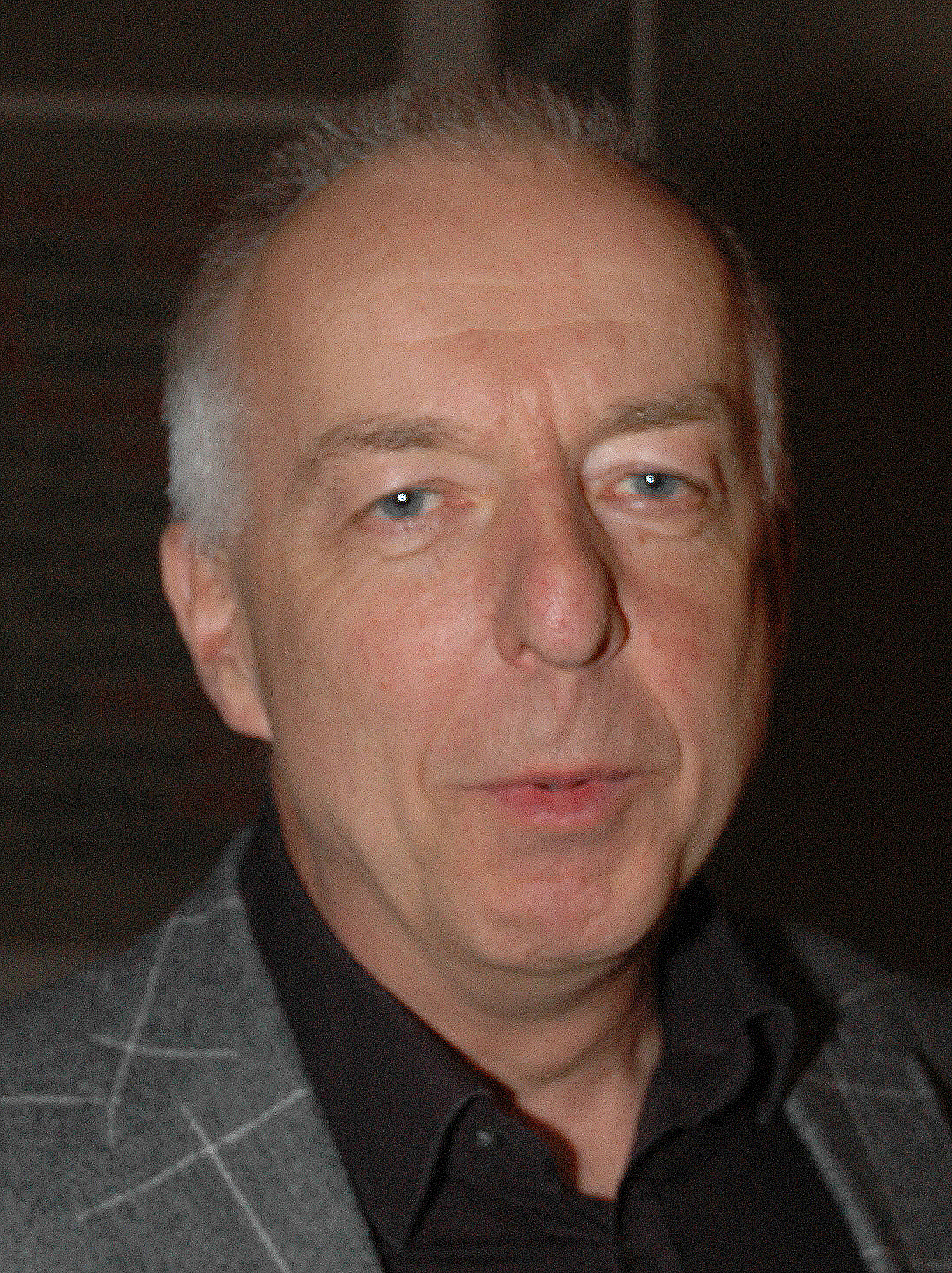
Hanns Meilhamer (2011)

Hanns Meilhamer (* 19. November 1951 in Passau) ist ein deutscher Kabarettist, Schauspieler, Multiinstrumentalist und bairischer Mundartdichter und -liedermacher.

## Leben

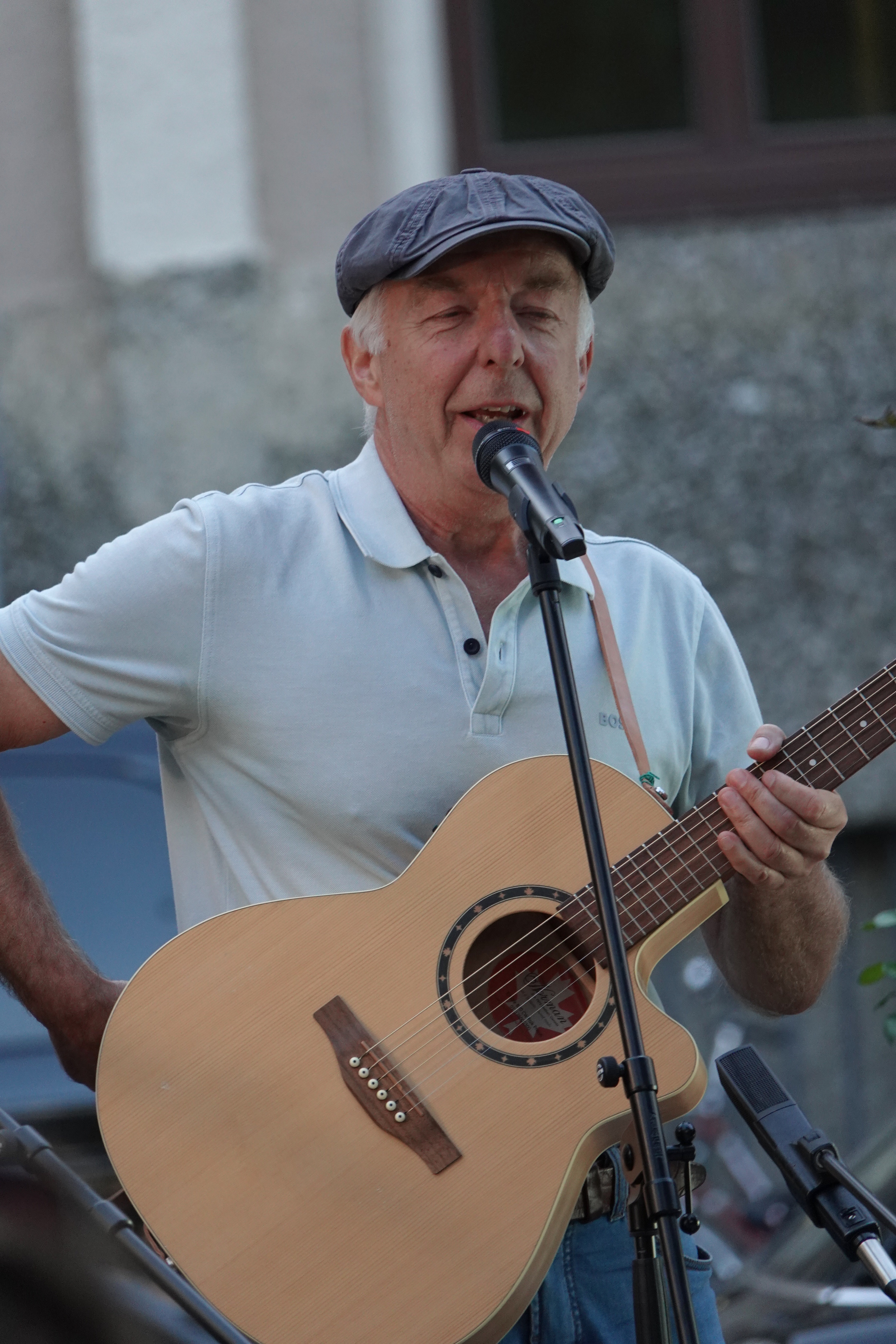
Hanns Meilhamer 2023

Meilhamer ist in Pocking, Niederbayern, aufgewachsen und hat 1971 am Wilhelm-Diess-Gymnasium sein Abitur abgelegt. Dann studierte er an der Kunstakademie München. Seit 1971 tritt er als Sänger, Musiker und Liedermacher auf. Er lebte nach Abschluss seines Studiums zwischen 1977 und 1980 in Berlin, dann bis 1989 in München und seitdem in Simbach am Inn. Mit seiner Ehefrau Claudia Schlenger-Meilhamer, die er 1974 bei einem seiner Auftritte in München kennengelernt hatte, steht er seit 1982 als das Kabarettisten- und Komikerpaar Herbert und Schnipsi auf der Bühne. In einigen Fernsehproduktionen spielte seit 1994 ihr Sohn Simon (* 1986) mit, der heute für die Agentur seiner Eltern zuständig ist und die Veranstaltungsagentur Oskar-Konzerte betreibt. 
Abseits von Herbert und Schnipsi war Meilhamer bis 2016 mit seiner Musikgruppe Herbert und die Pfuscher aktiv. Er selbst spielt Gitarre, Ukulele, Mandoline, Waschbrett, Mundharmonika, Akkordeon, Klavier und Tenor-Saxophon.
Einen ersten Erfolg als Schauspieler hatte Meilhamer 1983 im Film Die Spider Murphy Gang, der über Bayerns Grenzen hinaus jedoch kaum Erfolg hatte.

## Auszeichnungen

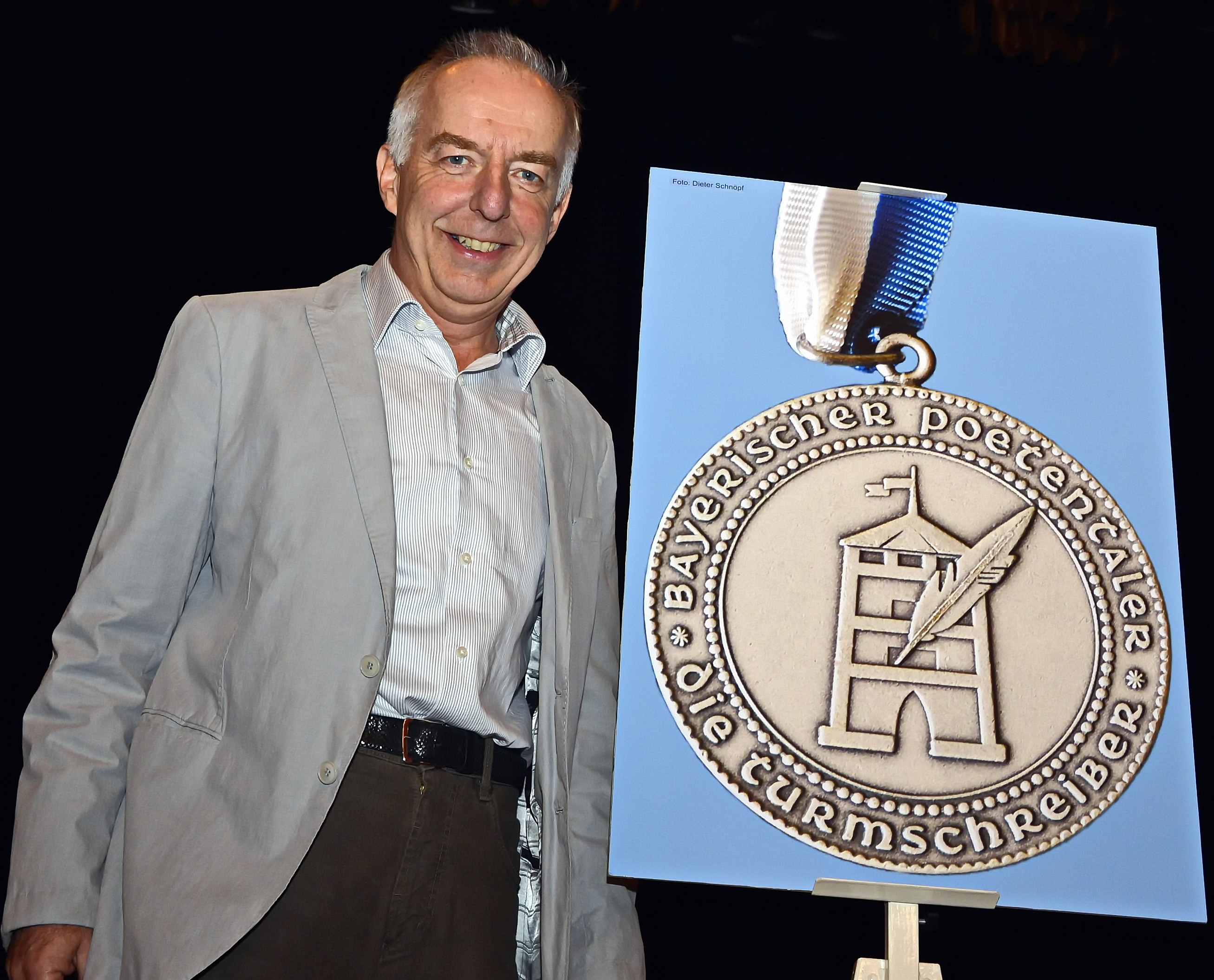
Bayerischer Poetentaler 2013 an Hanns Meilhamer

Hanns Meilhamer erhielt die Auszeichnungen zusammen mit Claudia Schlenger:
- 1983: Deutscher Kleinkunstpreis – Förderpreis der Stadt Mainz
- 1983: Salzburger Stier
- 2003: Ernst-Hoferichter-Preis
- 2004: Bayerischer Kabarettpreis – Musikpreis
- 2013: Bayerischer Poetentaler
- 2024: Bayerischer Kabarettpreis – Ehrenpreis

## Bühnenprogramme (Auszug)
- Handgesungene Kopflosigkeiten
- Bin i mondsichtig?
- Muatter, i bin a Guckuck
- Können Ameisen schwimmen?
- Des Liad is schlecht
- Krautsalat neu durchgesalzen
- Du und i und mei Mama
- Ja wos denn no!?
- Weil mir uns net geniern!
- Juchhu, glei schmeißts uns wieder!
- Best-of: Zeitreise mit Schlaglöchern

## Live
- 2002–2014 Herbert und die Pfuscher[1][2]

## Fernsehen
- seit 1982: Herbert und Schnipsi
- 1991: Café Meineid
- 1997: Muttertag
- 1998: Der Bulle von Tölz: Tod eines Strohmanns
- Seit 1986 regelmäßige Auftritte in Kanal fatal, Die Komiker und Grünwald Freitagscomedy

Außerdem Gastauftritte in den Serien Café Meineid, Ein Haus in der Toscana, Peter und Paul sowie Wildfeuer.
- Hubert und Staller Staffel 3 Folge: Auf leisen Pfoten kommt der Tod – Gastauftritt